# ジュウジアロー
ジュウジアローとは日本の競走馬、繁殖牝馬である。ハギノトップレディ、ケイキロクと同世代である。毎日王冠、京王杯AHなど重賞を5勝挙げ、父アローエクスプレスの1980・81年度の全日本リーディングサイアー獲得に大きく貢献した。
引退当時は現役牝馬で最高の2億7千万（父内国産奨励金を含む）を稼ぎ出していた。また繁殖牝馬としては中日新聞杯を勝ったトウショウアローを産んだ。

## 生涯

### 生い立ち
1977年4月27日、全日本リーディングサイアーを獲得した父アローエクスプレスと母ヒメテンコウリュウの間に誕生。名前の由来は馬主・岡田充司（ジュウジ）と父馬の名前（アロー）から。320万円の安馬だった。

### 競走馬時代

#### 3歳（1979年）
1979年の3歳時に中山競馬場でデビューし4戦目で勝ち上がる。

#### 4歳（1980年）
明けて4歳となり、中山のオープン特別・新春4歳牝馬ステークスを4着と好走。次走は東京競馬場のうぐいす賞を順当に勝ち上がる。レース後安田富男騎手は「ダートは初めてだったけど調教の動きから心配してなかった」と大喜びした。続くクイーンカップ7着の後、条件戦を使うがダートのため差し届かず2着。当時関東での残念桜花賞であるフラワーカップに駒を進める。レースは発走後は外、向正で内に入れ4角まで内をピッタリ通ると素晴らしい手応えで直線に向き追うごとにグイグイと伸びて見事に勝利した。その後、オークストライアルの4歳牝馬特別もコマサツキの2着とし優駿牝馬でも4着と好走した。
その実績が買われ福島競馬場で行なわれたラジオたんぱ賞では2番人気に支持されたが、人気には応えられず夏場は休養に入った。秋初戦のクイーンステークスは4着。そして中1週で無謀とも言えそうな牡馬相手のセントライト記念に挑戦することになる。このレースにはサクラシンゲキ、キタノリキオーとこの世代を代表する逃げ馬がいた。レースではこの両頭がお互いを牽制したのかスローペースとなり、1コーナではなんとジュウジアローが先頭に立ちレースを引っ張る形になった。直線に入っても逃げ続け、ゴール近くになりドロッポロード、モンテプリンス等に交わされたが、4着と大健闘した。
この実績があったのか次走の古牝馬相手の牝馬東タイ杯は4番人気の支持となった。レースは安田富騎手のグリーングラスの菊花賞を彷彿させ、直線でインを強襲して2着スパートリドンに3馬身半差で初の重賞勝利を果たした。レース後安田富騎手は「外に出せなかったこともあるけど、直線の内は馬場がそんなに悪くないことを知ってたからね。同期のフトシ（小島太騎手）にだけは負けたくないと思っていたが、巧くいったなあ。」と言って白い歯を見せた。
翌エリザベス女王杯は、担当厩務員によると輸送に弱いタイプ、カイバ食いが落ちるとレース前にコメント。それもあってか4着に終わる。

#### 5歳（1981年）
牝馬東タイ杯後はそこそこの成績を収めていた。5月は新潟に遠征して新潟大賞典に勝利し安田記念に挑戦する。ここまで哩戦は5戦したが1分37秒7という時計不足が心配された。レースはミヤコガニエ、サクラシンゲキが前半競り合いハイペースとなり後方組が有利な展開となり、直線で中で割り逃げ粘るサクラシンゲキを捉えるも外からのタケデンに半馬身及ばず2着。安田富騎手はレース後、「4角で馬場のボコボコしたところを通り、モタついたのが痛かった。直線ではよく伸び2着なら上々でしょう」と語った。
次走七夕賞後、夏場は美浦で待機。秋は京王杯AHから、年度代表馬のホウヨウボーイも出走。泥んこ馬場の中、ホウヨウボーイとの直線叩き合いは制したがハセシノブを捉えきれず2着。
そしてジュウジアローは、キャリア最大の勝利となる毎日王冠に向かう。10月4日東京競馬場晴れ良馬場。このレースは第1回ジャパンカップに向けて競馬界が盛り上がりを見せ、東西の有力馬がこぞって出走、豪華な出走馬となった。中でもハギノトップレディが特に注目されていた。
競馬ブックの松本憲二は観戦記に「パンとした良馬場、別定の56kg、2000mの距離とあれば、正直、ハギノトップレディの一人旅は明白で、死角を探すことすら難しいと思ってた」と語っている。
レースのほうは、ハギノトップレディの華麗な逃げで始まった。スタートからの1000mを57秒4（57秒2）、1200mを1分9秒0（1分8秒4）、1600mを1分33秒8（1分33秒5）で通過。（()内は当時の日本記録）。
「この馬場ではあのくらいのペースにはなる。速すぎたとは思わない。」とは伊藤修司調教師が娘婿である伊藤清章騎手をかばおうとも、人の目には暴走としか映るまい。直線の坂でハギノトップレディは力尽き馬群に飲み込まれた。
この乱ペースには勝者には幸いした。「向こう正面のペースは速かった。あれに惑わされたら、この馬の身上であるしまいの切れが使えない。」「あのペースに逃げ切られたら、強いんだと諦めるよりしょうがない」安田富騎手はそう思いながら中団でじっくり機をうかがう。半マイル過ぎから仕掛けられたジュウジアロー。ハミをがっちり受けて一気に末脚を伸ばした。「思っていた通り動いてくれた」坂を駆け上がりながら、安田富騎手は勝利を確信したという。またタイムはシービークロスの持つレコード1分59秒9を、0秒5破る1分59秒4のコースレコードを記録した。	
レース後、加藤師は「まさかこのメンバーで勝てるとはね。それにしても逃げた馬(ハギノトップレディ)は、速かったが、バテるのも早かったね。少しでも距離が長い方がいいと思って牝馬東タイ杯を回避して相手かまわず毎日王冠に使ったが、これで今後のローテーションも大幅に変更だ」と語り当初予定の目黒記念から勇躍、天皇賞・秋に挑戦することになった。そして天皇賞・秋（3200m）→JC→有馬記念と過酷なローテーションを踏むことになる。11月10日ジャパンカップの選考会に於いて日本代表馬8頭に選出された。

#### 6歳（1982年)
毎日王冠勝利後は一線級相手にレースを使い続け苦戦が続いていた。5月の新潟大賞典では9着と敗れるがレース後脚部不安が発生。温泉治療などで再起を図った。
4ヶ月後の京王杯AHが復帰レースとなった。当日は昭和57年台風第18号の雨の中に行なわれたが、見事に復活勝利を挙げた。その後毎日王冠を使った後、結果的にラストランとなったカブトヤマ記念に出走する。2線級相手に牝馬ながらトップハンデの57.5kgを背負う。直線追い込み見事な差しきり勝ちを収め1番人気に応えた。このレースの勝利によって現役牝馬獲得賞金トップに躍り出た。そしてジャパンカップ連続挑戦を合言葉に調教を積んでいたが直前の追い切り中に、左前けい側じん帯を痛め休養に入る。

#### 7歳（1983年)
1983年2月24日『烈女Jアロー引退』の見出しで日刊スポーツに引退報道。左前けい側じん帯の治療を続けたが完治の見通しが立たず、馬主と調教師が協議した結果、余生を考え引退することに決定した。担当の佐川厩務員は「本当にえらい馬でした。ご苦労さんの一言です。」と涙ぐんだ。

## 血統表
| ジュウジアローの血統                           | ジュウジアローの血統                               | ジュウジアローの血統              | （血統表の出典）                  | （血統表の出典） |
| 父系                                           | グレイソヴリン系                                   | グレイソヴリン系                  | グレイソヴリン系                  | [ § 2 ]          |
| 父 アローエクスプレス 北海道静内町 鹿毛 1967   | 父の父*スパニッシュイクスプレス イギリス 鹿毛 1962 | Sovereign Path                    | Grey Sovereign                    | Grey Sovereign   |
| 父 アローエクスプレス 北海道静内町 鹿毛 1967   | 父の父*スパニッシュイクスプレス イギリス 鹿毛 1962 | Sovereign Path                    | Mountain Path                     |                  |
| 父 アローエクスプレス 北海道静内町 鹿毛 1967   | 父の父*スパニッシュイクスプレス イギリス 鹿毛 1962 | Sage Femme                        | Le Sage                           | Le Sage          |
| 父 アローエクスプレス 北海道静内町 鹿毛 1967   | 父の父*スパニッシュイクスプレス イギリス 鹿毛 1962 | Sage Femme                        | Sylvia's Grove                    |                  |
| 父 アローエクスプレス 北海道静内町 鹿毛 1967   | 父の母*ソーダストリーム フランス 栃栗毛 1953       | Airborne                          | Precipitation                     | Precipitation    |
| 父 アローエクスプレス 北海道静内町 鹿毛 1967   | 父の母*ソーダストリーム フランス 栃栗毛 1953       | Airborne                          | Bouquet                           |                  |
| 父 アローエクスプレス 北海道静内町 鹿毛 1967   | 父の母*ソーダストリーム フランス 栃栗毛 1953       | Pangani                           | Fair Trial                        | Fair Trial       |
| 父 アローエクスプレス 北海道静内町 鹿毛 1967   | 父の母*ソーダストリーム フランス 栃栗毛 1953       | Pangani                           | Clovelly                          |                  |
| 母 ヒメテンコウリュウ 北海道えりも町 鹿毛 1971 | 母の父*アトランティス アイルランド 鹿毛 1959       | Milesian                          | My Babu                           | My Babu          |
| 母 ヒメテンコウリュウ 北海道えりも町 鹿毛 1971 | 母の父*アトランティス アイルランド 鹿毛 1959       | Milesian                          | Oatflake                          |                  |
| 母 ヒメテンコウリュウ 北海道えりも町 鹿毛 1971 | 母の父*アトランティス アイルランド 鹿毛 1959       | Atlantida                         | *ニンバス                         | *ニンバス        |
| 母 ヒメテンコウリュウ 北海道えりも町 鹿毛 1971 | 母の父*アトランティス アイルランド 鹿毛 1959       | Atlantida                         | Olympian Queen                    |                  |
| 母 ヒメテンコウリュウ 北海道えりも町 鹿毛 1971 | 母の母ミスガンリュウ 北海道えりも町 栗毛 1964      | *プライドオブキルデア             | Royal Charger                     | Royal Charger    |
| 母 ヒメテンコウリュウ 北海道えりも町 鹿毛 1971 | 母の母ミスガンリュウ 北海道えりも町 栗毛 1964      | *プライドオブキルデア             | Gainsborough Lass                 |                  |
| 母 ヒメテンコウリュウ 北海道えりも町 鹿毛 1971 | 母の母ミスガンリュウ 北海道えりも町 栗毛 1964      | *アサカヒメ                       | Top Row                           | Top Row          |
| 母 ヒメテンコウリュウ 北海道えりも町 鹿毛 1971 | 母の母ミスガンリュウ 北海道えりも町 栗毛 1964      | *アサカヒメ                       | Chi Chi                           |                  |
| 母系(F-No.)                                    | (FN:13-c)                                          | (FN:13-c)                         | (FN:13-c)                         | [ § 3 ]          |
| 5代内の近親交配                                | Kong 5x5, Fairway 5x5, Nearco 5x5                  | Kong 5x5, Fairway 5x5, Nearco 5x5 | Kong 5x5, Fairway 5x5, Nearco 5x5 | [ § 4 ]          |
| 出典                                           | 1. 2. 3. 4.                                        | 1. 2. 3. 4.                       | 1. 2. 3. 4.                       | 1. 2. 3. 4.      |